# 梅家坪站
梅家坪站是位于陕西省富平县梅家坪镇的一个铁路车站，有咸铜铁路、梅七铁路经过，距离咸阳站109公里，建于1940年。车站隶属西安铁路局铜川车务段，是二等工业站，现仅办理整车普通货物到发货运，设有通往秦岭水泥、陕焦化工、耀州水泥、西铁水泥等单位的专用线。